# الدين الهاوائي

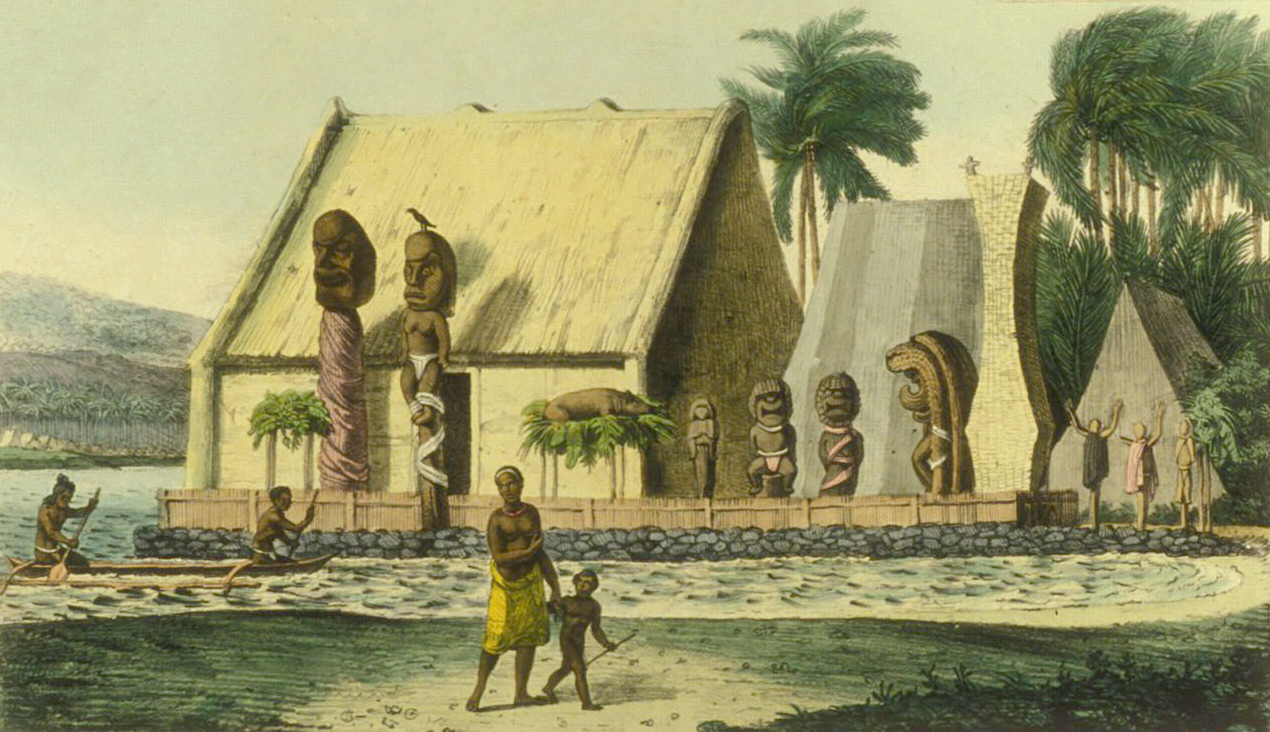
تصوير للهياو الملكي (وهو معبد هاوائي) حوالي عام 1816

يشمل الدين الهاوائي المعتقدات الدينية الأصلية وممارسات الهاوائيين الأصليين. وتتميز ديانة أهل هاواي التقليدية بالإيمان بتعدد الآلهة والمعتقدات الأرواحية، مع الإيمان بالكثير من الآلهة والأرواح، والتي من ضمنها الإيمان بوجود الأرواح في الكائنات غير البشرية والأشياء كالحيوانات والأمواج والسماء.
نشأ الدين الهاوائي بين سكان تاهيتي وغيرها من جزر المحيط الهادئ الذين استقروا في هاواي بين عام 500 وعام 1300 ميلاديًا. اليوم، الممارسات الدينية الهاوائية يحميها قانون الحرية الدينية الهندية الأمريكية. الدين الهاوائي التقليدي لا علاقة له بالممارسات الحديثة لحركة العصر الجديد المعروفة باسم «هونا».

## المعتقدات

### الآلهة
يؤمن الدين الهاوائي بتعدد الآلهة، والأربعة آلهة الأكثر شهرة هم: كاني وكو ولونو وكانالوا. وهناك آلهة أخرى أقل شهرة ومن ضمنهم لاكا وكيهاواهين وهيوميا وباباهانوموكو وأكثرهم شهرة بيلي. علاوة على ذلك، فكل عائلة لديها روح حارسة معروفة بآوماكُوا تحمي هذه العائلة.
أحد التقسيمات لمجموعات الآلهة الهاوائية تحتوي على المجموعات الآتية:
- الآلهة الأربعة (كا ها) وكو وكين ولونو وكانالوا.
- الأربعون إلهًا المذكرين أو أشكال الإله كين (كا كاناها).
- الأربعة مئة إله وإلاهة (كي كيني أكوا).
- الأرواح (نا أوماكوا).

تقسيم آخر للآلهة يتكون من ثلاث مجموعات رئيسية:
- الآلهة الأربعة، أو أكوا: كو وكين ولونو وكانالوا.
- الآلهة المتعددة الأقل مكانة، أو كابوا، وكل إله مرتبط ببعض المهن.
- الأرواح الحارسة، أوماكوا، وترتبط ببعض العائلات.

### الخلق
أحد أساطير الخلق الهاوائية تتجسد في الکومولیبو، وهي أنشودة ملحمية تربط بأليي، أو المَلكية الهاوائية للآلهة. تنقسم الکومولیبو إلى قسمين: الليل أو بو، والنهار أو آو، وتتوافق الأولى مع الألوهية والأخيرة مع الجنس البشري. بعد مولد لإلاي، وهي المرأة، وكيي، أو الرجل، ينجح الرجل في إغراء المرأة والإنجاب معها قبل أن يمتلك الإله كين الفرصة، وبالتالي جعل ذلك الذرية الإلهية أصغر من الذرية البشرية وبالتالي تكون خاضعة لها. وهذا بدوره يوضح انتقال الجنس البشري من كونه رمزًا للإله (المعنى الحرفي لكيي) إلى الراعي لهذه الرموز في شكل أصنام أو ما شابه. وكانت الکومولیبو تُسرد في زمن ماكاهيكي، لتشريف إله الخصوبة، لونو.

### كاهونا وكابو

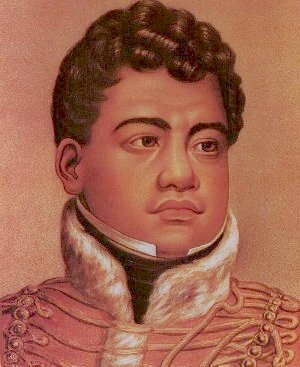
الملك كاميهاميها الثاني

حظي الكاهونا باحترام كبير، وعلم الأفراد الذين شكلوا الطبقة الاجتماعية التي خدمت الملك والحاشية وساعدت الماكاينانا (عامة الشعب). أُختير الكاهونا للخدمة في العديد من الأهداف العملية والحكومية، فكانوا معالجين وملاحين وبنائين وأنبياء/عمال معابد وفلاسفة.
تحدثوا أيضًا مع الأرواح، كاهونا ماوي كوبايولو في عام 1867 وصف طقوس مكافحة السحر لشفاء شخص مريض بسبب الهوبيوبيو، وأفكار شريرة أخرى. قال إن كابا (قطعة قماش) قد اهتزت. وقيلت الصلوات. بعد ذلك «إذا ظهرت الروح الشريرة (بيوهو) وسيطرت على المريض، إذا يمكن إنقاذه فورًا بالحديث بين المعالج وهذه الروح».
بوكوي وآخرون آمنوا أن الكاهونا لم يمتلك قوى روحانية متعالية كما ذُكر في الأديان الأخرى. بالرغم من كون الشخص الممسوس (نوهو) في حالة تشبه الغشية، لم تكن حالة غرائبية لكنها كانت مشاركة مع الأرواح المعروفة.

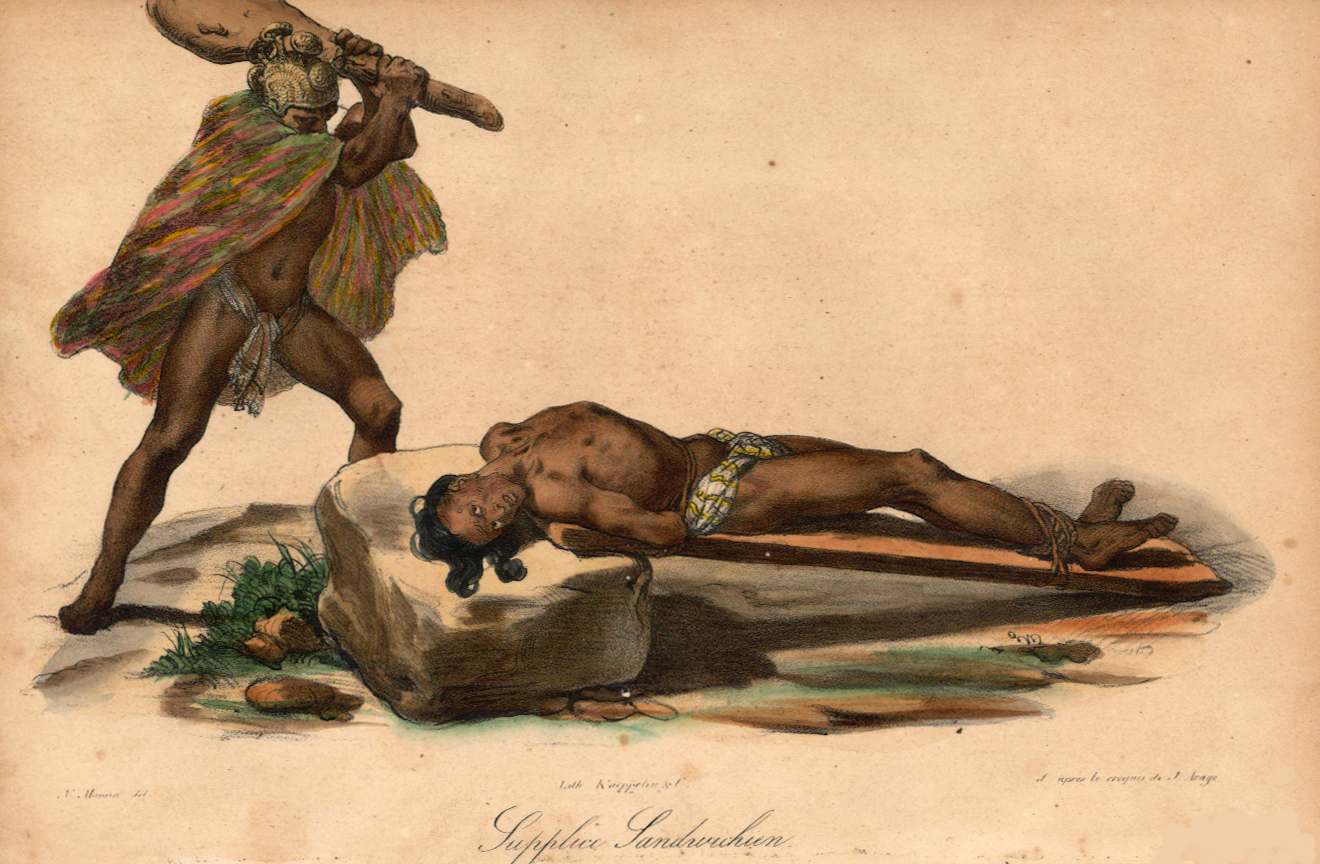
التضحية الدينية عند قوم جزر هاواي من ما نقله جاك أراغو عن رحلات الملاح الفرنسي لويس دو فريسينيه حول العالم خلال الفترة من عام 1817 حتى عام 1820.

يشير كابو إلى نظام تابوهات مُصمم لفصل النقي روحيًا عن المحتمل أن يكون نجسًا. والمُعتقد أنه وصل مع باو، كاهن أو زعيم من تاهيتي وصل إلى هاواي قرابة العام 1200 الميلادي، فرض الكابو سلسلة من المحظورات على الحياة اليومية. المحظورات تتضمن:
- الفصل بين الرجال والنساء في وقت الطعام (محظور يسمى أيكابو).
- قيود على جمع الطعام وتحضيره.
- فصل النساء عن المجتمع أثناء الطمث.
- قيود على النظر واللمس والتقارب بين القادة والأفراد أصحاب القوى الروحية.
- قيود على الإفراط في صيد الأسماك.

العادات الهاوائية تظهر أن آيكابو كانت فكرة قادها الكاهونا من أجل واكيا والد السماء، لينفرد بابنته هوهوكوكالاني دون ملاحظة واهيني (زوجته) أو والده أو الأرض الأم. النقي روحيًا أو لا، تعني «مقدس» والنجس أو هاوميا كان يُفصل بينهما. تضمنت آيكابو على:
- استخدام أفران مختلفة لطهي الطعام للذكر والأنثى.
- أماكن مختلفة لتناول الطعام.
- يُحرم على المرأة أكل الخنزير والجوز والموز وبعض الأطعمة الحمراء بسبب رمزيتها الذكورية.[12][13]
- أثناء وقت الحرب، أول رجلين يُقتلا توهب روحيهما إلى الآلهة كتضحية.[14]

الكابوهات الأخرى تضمن مالاما آينا، وتعني «الاهتمام بالأرض» ونياوبيو. تقول العادات أن مالاما آينا نشأت من تشوه المولود الأول لواكيا وهوأهوكوكالاني لذا دفنوه في الأرض وما نبت أصبح أول كالو، ويعرف أيضًا بتارو. الجزر الهاوائية هي أطفال الأب وواكيا وهوأهوكوكالاني مما يعني أنهم الأخوة الأكبر للقادة الهاوائيين. الطفل الثاني لواكيا وهوأهوكوكالاني أصبح أليي نوي أو «القائد الأكبر». أصبح يُطلق على ذلك نيأوبيو، أو زنا المحارم الخاص لخلق «الطفل الإلهي».
عقوبة مخالفة الكابو كانت تصل إلى الموت، مع ذك إذا استطاع أحدهم الهروب إلى بوهونوا، وهي مدينة لجوء، يمكن إنقاذ حياته. يتولى كاهونا نوي فترات طويلة حينما تحتاج القرية بالكامل إلى الصمت المطلق. لا يستطيع طفل أن يصرخ، أو كلب أن ينبح، أو ديك أن يصيح، على ألم الموت.
لم تكن التضحيات البشرية 
ظل نظام الكابو قائمًا حتى عام 1819 (انظر بالأسفل).

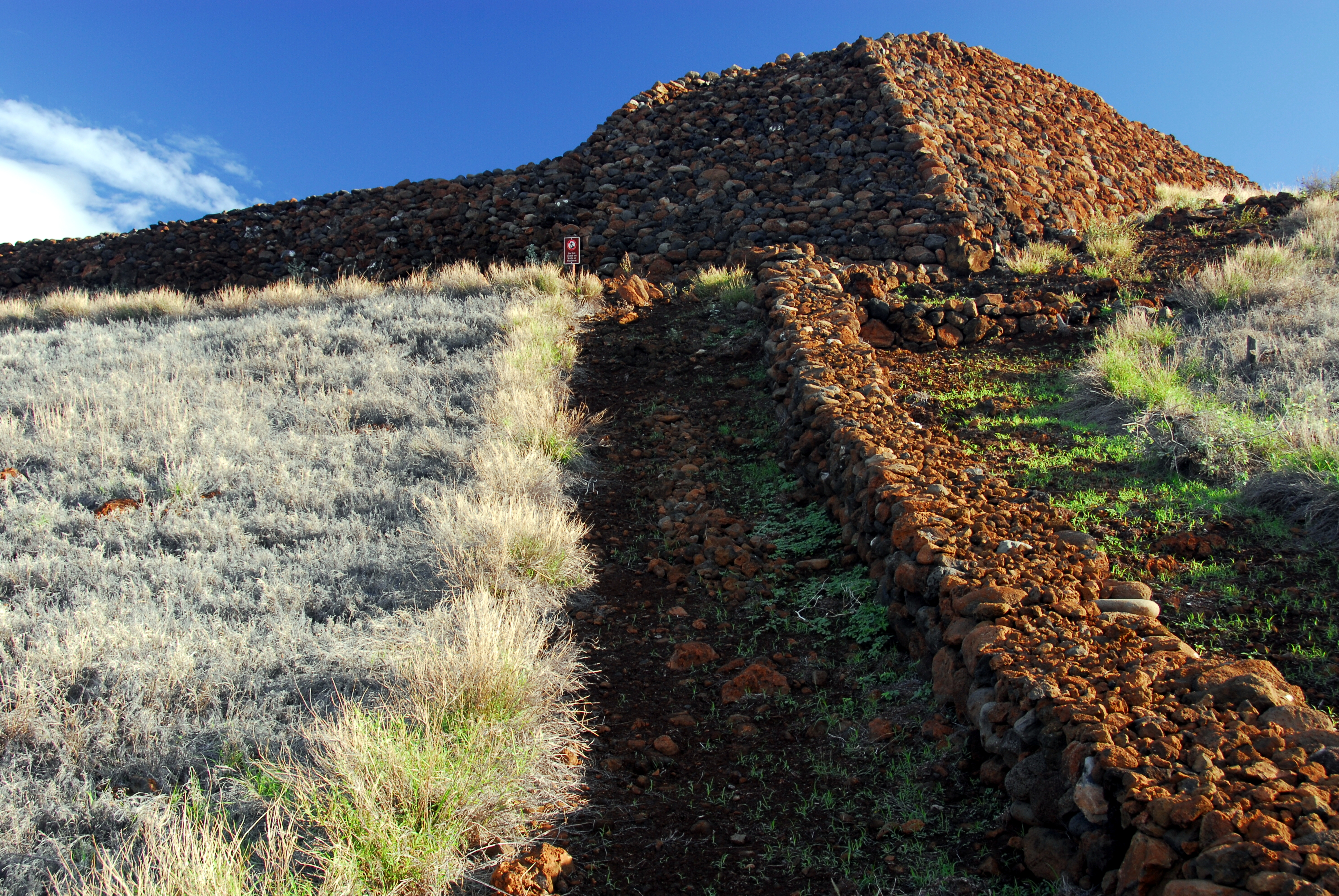
أحد جوانب معبد بؤوكوهولا هياو الهاوائي الذي كان يستخدم كمكان للعبادة وتقديم التضحيات.

### الصلوات ومعابد هياو
الصلوات كانت جزءًا ضروريًا من الحياة الهاوائية، وتُقام عند بناء بيت أو قارب أو عمل مساج لومي. وجه الهاوائيون صلاتهم إلى مُختلَف الآلهة بناءً على الموقف. حين يجمع المعالجون الأعشاب للعلاج، عادة ما كانوا يقيمون الصلوات إلى كو وهينا، الذكر والأنثى، اليمين واليسار، القائم والمستلق. وعبد الناس لونو أثناء موسم ماكاهيكي وكو أثناء وقت الحرب.

يصف التاريخ منذ القرن التاسع عشر الصلوات خلال اليوم، بعض الصلوات مرتبطة بالأنشطة الدنيوية مثل النوم وتناول الطعام والشرب والسفر. مع ذلك، قيل إن أنشطة الصلوات اختلفت عن الأنماط العبودية للمصلين التي نراها في العالم الغربي:
الوضع الاعتيادي للمصلي -الجلوس منتصبًا برأس عالية وعينين مفتوحتين- يوحي بعلاقة أساسها الاحترام واحترام الذات. الآلهة قد تكون رائعة، لكن الأوماكوا سد الطريق بين الآلهة والبشر. امتلكت الآلة قوى (مانا) عظيمة؛ لكن البشر أيضًا امتلكوا بعض القوى. لم يكن أي من ذلك ليكون صحيحًا في عهد بآو، لكن بخلاف ذلك، الهاوائي لم يسجد لآلهته.
معابد هياو كانت نقاط الاتصال للمصلين في هاواي. القربان والتضحيات والصلوات قُدمت في هذه المعابد، وفي الآلاف من الكوا (الأضرحة)، وفي حشود واهي بانا (أماكن مقدسة)، وفي كواهو الصغيرة (مذابح) وفي منازل الأفراد.